# Astrothamnus
Astrothamnus är ett släkte av ormstjärnor. Astrothamnus ingår i familjen medusahuvuden.
Kladogram enligt Catalogue of Life:
| Astrothamnus | \| \| Astrothamnus echinaceus \| \| \| \| \| \| Astrothamnus mindanaensis \| \| \| \| |
|              | \| \| Astrothamnus echinaceus \| \| \| \| \| \| Astrothamnus mindanaensis \| \| \| \| |
|              | Astrothamnus echinaceus                                                               |
|              |                                                                                       |
|              | Astrothamnus mindanaensis                                                             |
|              |                                                                                       |